# Chó sục Boston
Chó sục Boston (Boston Terrierr) là một giống chó sục cỡ nhỏ có nguồn gốc từ Anh. Đây là một trong những giống chó đầu tiên đến từ nước Mĩ, với tính cách hoạt bát, thông minh và xuất sắc. Chúng dễ thích nghi, dễ nuôi giữ, không cần tập luyện hay chăm sóc nhiều dễ huấn luyện, thích quấn chủ và thân thiện với mọi người. Nhẹ nhàng, thông minh và khá cảnh giác. Chúng khá dễ bảo và hắng hái.
Là những con chó cơ bắp săn chắc và khỏe khoắn được sinh ra cùng kích cỡ với những con chó chọi cũng như những dòng chó sục, Boston Terrier nguyên nặng tới 20 kg. Dù có kích thước nhỏ nhưng những con chó nhỏ này đã là những đấu sỹ quả cảm. Thực tế, sự phân loại hạng cân được chia thành hạng nhẹ, hạng trung và hạng nặng. Ngày nay chúng được chọn làm chó cảnh.

## Tổng quan
Xuất xứ từ thành phố Boston, Massachusetts, Boston Terrier là một trong những loài mà được phát triển ở Mỹ. Những con chó sục Boston nguyên gốc được lai tạo với những con Chó Bun Anh và những con chó sục trắng Anh đã tuyệt chủng hiện nay. Khoảng năm 1865, những người đánh xe ngựa làm thuê cho những nhà giàu của Boston đã bắt đầu cho phối những con chó của những ông chủ của họ.
Một trong những cuộc phối giống này, giữa một con chó Sục Trắng Anh Quốc và một con Bull Dog Anh Quốc đã sinh ra một con chó có tên gọi Hooper's Judge Judge nặng hơn 13,5 kg. Nó được cho phối giống với một con cái nhỏ hơn và một trong những con cún đực được giao phối với một con cái nhỏ hơn nó. Những thế hệ kế tiếp được giao phối với một hoặc nhiều con chó Bun Pháp, tạo ra sự cơ bản của dòng chó Boston Terrier.
Năm 1889 loài chó này đã trở nên rất phổ biến ở Boston mà những người yêu mến nó đã tạo ra Câu lạc bộ nuôi chó Boston Terrier, nhưng cái tên được đề xuất này không được yêu thích như những người yêu loài Bull Terrier. Họ không thích tên của loài này, "đầu tròn". Một thời gian ngắn sau đó, loài này được đặt tên là Boston Terrier theo quê hương nó.
Loài này được công nhận bởi AKC vào năm 1893. Nó lần đầu tiên được triển lãm tại Boston vào năm 1870. Trong những năm đầu tiên màu sắc và những mảng màu không thực sự quan trọng nhưng tới năm 1900 những mảng màu phân biệt về loài này cũng như màu lông được viết thành tiêu chuẩn. Chó sục chỉ là cái tên, Boston Terrier đã thực sự là những đấu sỹ chó trong quá khứ.

## Đặc điểm

### Ngoại hình
Boston Terrier cũng được gọi là Chó Bull Boston là những con chó cơ bắp săn chắc và khỏe khoắn. Cơ thể ngắn với dáng vẻ vuông vắn. Chiều cao chúng từ 38.1–43 cm, cân nặng từ 4.5-11.3 kg. Chúng khá nhẹ cân và có thể mang dễ dàng. Đầu thủ trông cũng hình vuông, phẳng ở đỉnh và cân đối với cơ thể. Mõm ngắn, rộng và sâu cân đối so với đầu thủ. Mũi đen. Mặt khá gãy. Miếng cắn hoặc đều hoặc hàm dưới có phần trề ra. 
Cặp mắt tròn, to tối màu ở vị trí cao trên khuôn mặt. Đôi tai dựng nhỏ hoặc bị cắt tỉa hoặc để tự nhiên. Bốn chân thẳng và săn chắc. Các chân có phần cách xa nhau, và ngực rộng. Cổ hơi cong hình vòm. Đuôi thuôn ngắn ở vị trí thấp, hoặc thẳng hoặc hơi cong và không bị cắt cộc. Bộ lông ngắn có màu hải cẩu, vện và trắng, đen và trắng, và nhiều con sinh ra có màu nâu và trắng.

### Thể chất
Tuổi thọ chúng khoảng 15 năm hoặc hơn. Chó cái đẻ trung bình 3-4 cún – Bởi vì loài này đầu thủ lớn nên sinh bằng mổ đẻ là phổ biến. Sức khoẻ chúng dễ mắc một tác động về xương trong hộp sọ mà làm chậm phát triển bộ não, gây nên những ảnh hưởng về não. Loài này khá nhạy cảm với thời tiết khắc nghiệt.
Cũng mắc bệnh tim và da và cặp mắt lồi có thể dễ bị thương. Những con chó mặt ngắn này có thể khó thở khi bị stress bởi thời tiết nóng hoặc lạnh và có thể quá nóng nếu chúng bị quá sức. Chúng cũng có thể ngáy hoặc chảy rãi. Sinh con thường khó bởi vì xương chậu hẹp và những cún con đầu thủ to thường được lấy ra bằng cách mổ đẻ.

## Cuộc sống

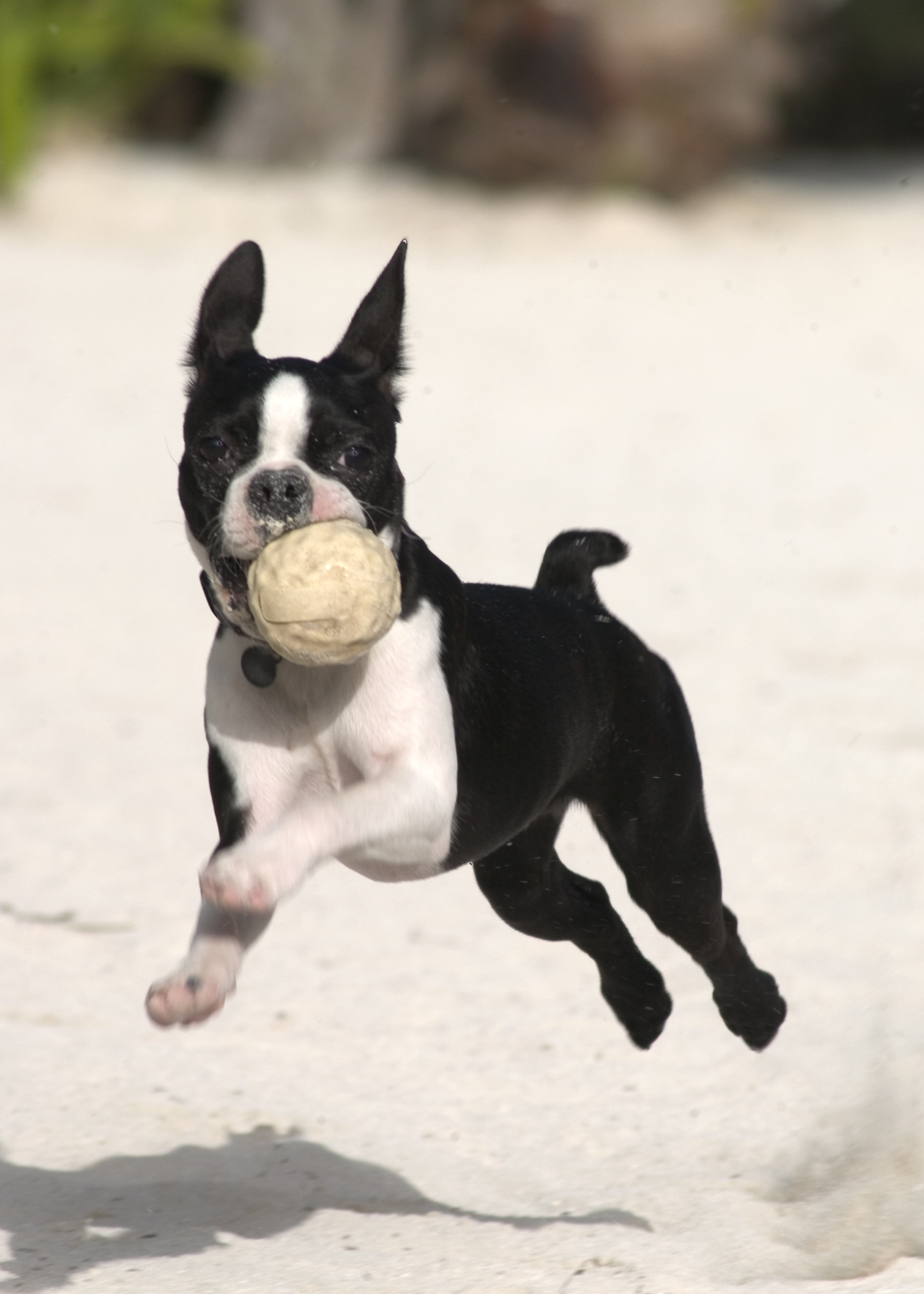
Một con chó sục Boston đang chơi đùa

Boston Terrier phù hợp với cuộc sống căn hộ thành phố và cũng như sống ở nông thôn. Chúng khá thụ động trong nhà và sẽ thoải mái mà không cần sân vận động. Một chuyến đi dạo dài và những buổi chơi tự do trong sân có rào là tất cả những gì Boston Terrier cần để giữ vóc dáng. Bộ lông ngắn, mượt dễ chăm sóc. Chỉ tắm khi cần thiết. Lau mặt hàng ngày với một mảnh vải và làm sạch đôi mắt cẩn thận. Kiểm tra tai và mắt để lấy đi những bụi cỏ. Móng nên được cắt tỉa thường xuyên. Loài này rụng lông vừa phải và không có mùi hôi.

## Tập tính
Boston Terrier lịch thiệp, cảnh giác, rất thông minh, phẩm chất tốt và nhiệt huyết. Nếu không được vận động đầy đủ về thể chất và tinh thần chúng có thể trở nên buồn chán và tương đối căng thẳng. Chúng rất nhạy cảm đối với giọng nói của chủ nhân. Boston Terrier thích học và do đó không khó huấn luyện.
Sự thông minh của chúng đảm bảo chúng học mọi thứ một cách nhanh chóng. Nếu mọi người xung quanh con chó không thể hiện khả năng lãnh đạo mà tất cả những con chó cần, chúng sẽ trở nên bướng bỉnh khi chúng bắt đầu tin tưởng những điều chúng đang thể hiện và cần thông báo điều chúng muốn. Không cho phép Boston Terrier phát triển Hội chứng chó nhỏ, những hành vi do con người gây ra do con chó tin rằng nó là kẻ lãnh đạo. Điều này có thể gây ra nhiều mức độ trong vấn đề về hành vi.
Boston Terrier cần một người chủ lịch sự, nhưng vững vàng, tự tin, kiên định người mà hiểu cách thể hiện phong cách phù hợp dẫn dắt con chó. Bản năng mách bảo con chó phải tuân lệnh chủ nhân có ý chí mạnh mẽ và không có ngoại lệ. Hoặc chủ nhân sẽ lãnh đạo, hoặc con chó sẽ trở nên bướng bỉnh khó bảo.
Tất cả Boston Terrier đều yêu trẻ, đặc biệt tốt với người già và thân thiện với người lạ. Boston Terrier hiếu động, rất tình cảm và thích là một phần của gia đình. Rất phổ biến ở Mỹ, bởi vì tất cả những điều trên tạo nên tính cách tuyệt vời của nó. Chúng thường hòa thuận với những vật nuôi khác. Nếu không có sự dẫn dắt phù hợp từ chủ nhân, chúng sẽ trở nên ngỗ ngược và có thể đánh nhau với những con chó khác. Những con chó nhỏ này ít khi làm hỏng hóc đồ đạc trong nhà.

## Những chú Chó Boston Terrier Nổi tiếng
Năm 1921, trong một buổi lễ để kỷ niệm Đội quân 102 của Hoa Kỳ, Quân đội Hoa Kỳ đã trao tặng một huy chương vàng cho một con chó chiến tranh danh dự: Hạ sĩ Stubby. Con chó Boston Bull Terrier này có ba sọc phục vụ và một sọc vết thương, được trao tặng cấp bậc trong Quân đội Hoa Kỳ, làm cho nó trở thành con chó đầu tiên trong lịch sử nhận được cấp bậc này. Con chó chiến tranh đáng yêu và bảo vệ này cũng đã nhận một huy chương từ Pháp. Hạ sĩ Stubby qua đời vào năm 1926 với di sản là "anh hùng chiến tranh vĩ đại nhất của Hoa Kỳ".
Năm 2012, một học sinh trung học tên là Victoria Reed đã lắng nghe lời khuyên từ bác sĩ thú y và nộp một bức ảnh của chú chó Boston Terrier của cô, Bruschi, đến Guinness World Records. Với mỗi con mắt có đường kính là 1,1 inch, tương đương 28 mm, Bruschi được công nhận bởi Guinness là chú chó có đôi mắt lớn nhất.
Lennu, con thú cưng từ năm 2012 đến 2021 của Sauli Niinistö, Tổng thống Phần Lan, thường xuất hiện trong nhiều sự kiện không chính thức và nổi tiếng tại Phần Lan. Hình ảnh của cặp đôi này đã lan truyền rộng rãi trên toàn thế giới tại Hoa Kỳ vào năm 2017.